# Piotrków Kujawski
Piotrków Kujawski là một thị trấn thuộc huyện Radziejowski, tỉnh Kujawsko-Pomorskie ở trung-bắc Ba Lan. Thị trấn có diện tích 9 km². Đến ngày 1 tháng 1 năm 2011, dân số của thị trấn là 4391 người và mật độ 450 người/km².